# Xã Lafayette, Quận Story, Iowa
Xã Lafayette (tiếng Anh: Lafayette Township) là một xã thuộc quận Story, tiểu bang Iowa, Hoa Kỳ. Năm 2010, dân số của xã này là 3.318 người.